# Kingdom Hearts II
Kingdom Hearts II (キングダムハーツ II) és un videojoc de rol (RPG) d'acció desenvolupat per Square Enix i publicat per la mateixa empresa i Bona Vista Games per a la consola PlayStation 2. És seqüela directa de Kingdom Hearts: Chain of Memories. Tot just un mes després de la seva sortida va aconseguir vendre més d'1 milió de còpies a Amèrica del Nord, convertint-se en el segon joc més venut de l'any 2006.

## Novetats
Aquesta seqüela incorpora diverses novetats, com la possibilitat de fusionar-se amb els membres de l'equip, permetent portar 2 armes alhora, així com nous enemics. A més es coneixen diversos mons nous, que se sumen a diversos dels ja coneguts a Kingdom Hearts, com Atlantica, Halloween Town o la famosa Hollow Bastion.
El joc barreja personatges i mons de Disney amb Final Fantasy. El protagonista del videojoc és en Sora, però comences el joc portant en Roxas.